# National Popular Vote Interstate Compact

Status des National Popular Vote Interstate Compact im April 2024. Untere Karte: proportionale Darstellung (isodemografische Karte) der Bundesstaaten entsprechend ihrem Stimmgewicht im Electoral College (1 Kästchen = 1 Stimme):

Der National Popular Vote Interstate Compact (Abkürzung NPVIC) ist ein Abkommen zwischen verschiedenen US-Bundesstaaten in Hinsicht auf den Modus der Präsidentschaftswahl. Aus dem Englischen übersetzt bedeutet es so viel wie „Zwischen-bundesstaatlicher Pakt für die landesweite Wählerstimmenzählung“.
Die Präsidentschaftswahl in den Vereinigten Staaten erfolgt bisher indirekt, das heißt der Präsident wird nicht durch die Wähler direkt gewählt, sondern die Wähler wählen ein Wahlkollegium, das Electoral College, das dann den Präsidenten wählt. Jeder Bundesstaat wählt dabei entsprechend seiner Bevölkerungszahl Wahlmänner in das Wahlkollegium. In der großen Mehrheit der Bundesstaaten gilt dabei das Mehrheitsprinzip, d. h. der jeweilige Gewinner bekommt alle Wahlmänner-Stimmen. Dieses Wahlsystem hat viel Kritik auf sich gezogen. Mit der NPVIC-Initiative versuchen verschiedene Bundesstaaten letztlich auf dem Wege zwischenstaatlicher Abkommen eine landesweite Direktwahl des Präsidenten umzusetzen, ohne die Verfassung der Vereinigten Staaten ändern zu müssen.

## Wahlmodus der Präsidentschaftswahl in den Vereinigten Staaten

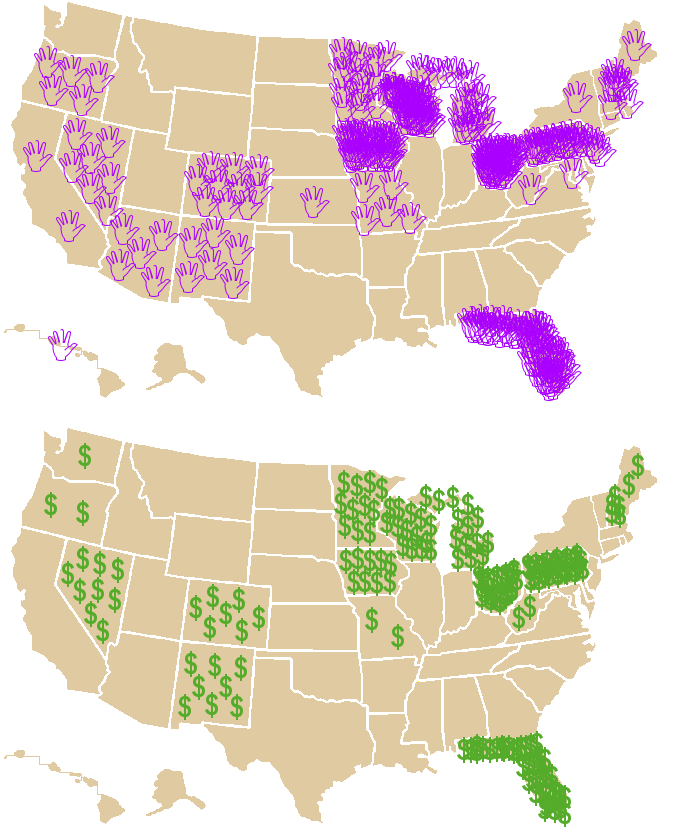
Effekt der swing states am Beispiel der Präsidentschaftswahl 2004 (George W. Bush gegen John Kerry).
Oberes Bild: Jedes „winkende Hand“-Symbol zeigt einen Wahlkampf-Besuch eines Kandidaten oder Vizepräsidenten-Kandidaten der Republikaner oder Demokraten.
Unteres Bild: Jedes US-Dollar-Zeichen ($) symbolisiert 1 Million US-Dollar, die für Fernsehwerbung ausgegeben wurden.
Aus den Bildern wird deutlich, dass sich der Wahlkampf überwiegend in den damaligen swing states (Florida, Ohio, Pennsylvania, Wisconsin, Iowa u. a.) abspielte. Selbst sehr bevölkerungsreiche Bundesstaaten wurden kaum besucht, wenn in ihnen die Mehrheitsverhältnisse klar schienen, z. B. Texas, Kalifornien und New York.

Jeder US-Bundesstaat und zusätzlich auch der District of Columbia entsendet entsprechend seiner Bevölkerungszahl Wahlmänner in das Wahlkollegium. Nach Artikel II, Sektion 1 der Verfassung der Vereinigten Staaten haben die Bundesstaaten das Recht, zu entscheiden, wie sie ihre Wahlmänner bestimmen, die in das Wahlkollegium entsandt werden. Historisch gesehen wurden in der Geschichte der Vereinigten Staaten verschiedene Modelle der Auswahl durch verschiedene Bundesstaaten praktiziert. Heute entsenden 48 der 50 Bundesstaaten ihre Wahlmänner nach dem Mehrheitsprinzip, d. h. der Kandidat mit den meisten Stimmen bekommt alle Stimmen des Bundesstaates zugesprochen. Nur die Staaten Maine und Nebraska entsenden Vertreter ins electoral college entsprechend den jeweiligen Mehrheiten in den Wahlbezirken (congressional districts).

## Argumente gegen das bisherige Wahlsystem

### Schlüsselrolle derswing states
Die meisten Bundesstaaten gehören bei Präsidentschaftswahlen mehrheitlich einem der beiden großen politischen Lager an. Die Südstaaten wählen meist mehrheitlich republikanisch, während in den Staaten der Pazifikküste und Neuenglands meist die Demokraten die Mehrheit haben. Im Wahlkollegium sind daher beide politischen Lager oft ähnlich stark vertreten. Es gibt bei jeder Präsidentschaftswahl Staaten, bei denen die Mehrheitsverhältnisse „auf der Kippe“ stehen. Diesen sogenannten swing states kommt bei der Wahl, insbesondere wenn es sich um bevölkerungsreiche Staaten handelt, häufig eine wahlentscheidende Bedeutung zu. Der Wahlkampf spielt sich daher fast ausschließlich in diesen swing states ab. Von Kritikern wird angeführt, dass de facto damit nur relativ wenige Wähler (eben die der swing states) über die politische Zukunft des Landes entscheiden.

### Mehrheit im Wahlkollegium entspricht nicht immer der landesweiten Stimmenmehrheit

Wahlergebnis der Präsidentschaftswahl im Jahr 2000. Die Wahl gewann George W. Bush vor Al Gore, obwohl Gore bei der landesweiten Stimmenauszählung vor ihm lag.

Eine Besonderheit des Wahlsystems ist es, dass auch Kandidaten die Mehrheit im Wahlkollegium erhalten können, die in der landesweiten Stimmenauszählung (popular vote) nicht die Mehrheit haben. Dieser Fall kam bisher viermal in der Geschichte der Vereinigten Staaten vor und zwar bei den Präsidentschaftswahlen 1876, 1888, 2000 und 2016. Bei der Wahl im Jahr 2000 traten George W. Bush / Dick Cheney gegen Al Gore / Joe Lieberman an. Die Mehrheit im Wahlkollegium betrug 271:266 Stimmen für Bush/Cheney; bei der landesweiten Stimmenauszählung lagen aber Gore/Lieberman mit 50.999.897 (48,4 %) zu 50.456.002 (47,9 %) Stimmen in Führung, konnten also über eine halbe Million Stimmen mehr als Bush/Cheney für sich gewinnen. Die Wahlen wurden letztlich durch das Ergebnis im swing state Florida entschieden, den das Duo Bush/Cheney nach zweimaliger Stimmenauszählung mit 2.912.790 (48,85 %) zu 2.912.253 (48,84 %), also 537 Stimmen Mehrheit, gewann.

### Diskussion um die Einführung einer landesweiten Direktwahl des Präsidenten
In mehrfachen Meinungsumfragen der letzten Jahrzehnte haben sich die Mehrheit der befragten US-Bürger für eine Direktwahl des Präsidenten anstelle der bisherigen Wahl durch ein Wahlkollegium ausgesprochen. Die Befürworter versprechen sich von der Direktwahl eine höhere Wahlbeteiligung. Zurzeit ist außer in den stark umkämpften swing states die Wahlbeteiligung von geringer Bedeutung. Die Zahl der Wahlmänner eines Staates hängt nur von der Bevölkerungszahl und nicht von der Zahl der Wählenden ab. In einem Staat wie Utah, der bei den letzten Wahlen immer mit solider Mehrheit republikanisch gewählt hat, gibt es für einen Anhänger der Demokraten wenig Motivation, wählen zu gehen, da seine Stimme mit großer Wahrscheinlichkeit keinerlei Einfluss auf das Gesamtergebnis haben wird. Dasselbe gilt in umgekehrter Richtung für Republikaner in den demokratisch dominierten Staaten New York und Kalifornien. Kritiker des bisherigen Wahlrechts argumentieren, dass die Wahlbeteiligung deutlich höher wäre, wenn der Präsident direkt landesweit, d. h. nicht über den Weg des Electoral College gewählt würde, da dann beispielsweise eine in Utah abgegebene demokratische Stimme genauso viel zählen würde wie eine in Kalifornien abgegebene.

## Geschichte der NPVIC-Initiative

Unterstützung und Ablehnung einer Direktwahl des Präsidenten, Umfrage der Washington Post aus dem Jahr 2007^{:12#22}

Die Idee, das Electoral College durch einen Zusatzartikel zur Verfassung (amendment) abzuschaffen und durch eine Direktwahl des Präsidenten zu ersetzen, gibt es schon lange. Für eine Änderung der amerikanischen Verfassung sind jedoch sehr hohe Hürden zu überwinden. Der Gesetzesvorschlag zur Verfassungsänderung kann nur eingebracht werden, wenn er durch eine Zweidrittelmehrheit in beiden Häusern des Kongresses unterstützt wird. Damit das verfassungsändernde Gesetz in Kraft tritt, müssen drei Viertel aller Bundesstaaten, d. h. zurzeit 38 von 50, zustimmen.
Im Jahr 2001 schlug der Professor für Rechtswissenschaft an der Northwestern University Robert Bennett in einer wissenschaftlichen Publikation ein Verfahren vor, das ohne Verfassungsänderung im Ergebnis praktisch einer landesweiten Direktwahl des Präsidenten gleichkäme. Nötig sei dafür nur eine gesetzliche Koordinierung des Abstimmungsverhaltens der Bundesstaaten im Electoral College. Eine solche gesetzmäßige Koordinierung ist nach Ansicht von Rechtsexperten verfassungsgemäß. Grundlegend dabei ist das durch die Verfassung den Bundesstaaten garantierte Recht, ihre Wahlmänner entsprechend den eigenen Gesetzen zu bestimmen. Einige Rechtsexperten sehen jedoch einen möglichen Verstoß gegen die Compact Clause aus Artikel I, Sektion 10 der amerikanischen Verfassung, der das Recht der Bundesstaaten, Pakte abzuschließen, einschränkt.

## Die Gesetzesinitiative des NPVIC
Der Pakt zwischen den Bundesstaaten sieht vor, dass diese zunächst nach demselben Modus wie bisher ihre Wahlmänner auswählen, bis sich so viele Bundesstaaten dem Pakt angeschlossen haben, dass diese die Mehrheit im Wahlkollegium bestimmen (das sind zurzeit 270 der insgesamt 538). Danach sollen alle Wahlmänner der im Pakt versammelten Staaten so bestimmt werden, dass sie für den Kandidaten votieren, der in der landesweiten Stimmenauszählung die relative Mehrheit erhalten hat. Auf diese Weise soll sichergestellt werden, dass der Kandidat mit der landesweit höchsten Stimmenzahl auch die Wahl gewinnt.
Bundesstaaten, die dem Pakt beitreten, verpflichten sich ein entsprechendes Gesetz zu verabschieden. Das Gesetz hat unter anderem die folgenden Inhalte:
Article II-1

Each member state shall conduct a statewide popular election for President and Vice President of the United States.

„Jeder Mitgliedsstaat soll auf seinem Gebiet eine Wahl zum Präsidenten und Vizepräsidenten der Vereinigten Staaten durchführen.“

Article III-1

Prior to the time set by law for the meeting and voting by the presidential electors, the chief election official of each member state shall determine the number of votes for each presidential slate in each State of the United States and in the District of Columbia in which votes have been cast in a statewide popular election and shall add such votes together to produce a “national popular vote total” for each presidential slate.

„Vor dem gesetzlich festgelegten Termin zur Zusammenkunft der Wahlmänner und deren Stimmenabgabe für die Präsidentschaftswahl soll der Haupt-Wahlbeauftragte [in der Regel der Secretary of State des jeweiligen Bundesstaates] die für jeden Präsidentschaftskandidaten in den Bundesstaaten der Vereinigten Staaten und im District of Columbia abgegebenen Stimmen ermitteln und für alle Kandidaten eine "landesweite Gesamt-Stimmenzahl" bestimmen.“

Article IV-1

This agreement shall take effect when states cumulatively possessing a majority of the electoral votes have enacted this agreement in substantially the same form and the enactments by such states have taken effect in each state.

„Dieses Abkommen tritt dann in Kraft, wenn die Staaten, die dieses Abkommen in seinen wesentlichen Teilen in eine verbindliche und rechtsgültige Gesetzesform umgesetzt haben, die Stimmenmehrheit im Wahlkollegium erlangt haben.“

Die Pakt-Mitglieder verpflichten sich, ihre Wahlmänner so auszuwählen, dass diese für den Kandidaten mit der landesweit höchsten Stimmenzahl stimmen. Falls der (extrem unwahrscheinliche) Fall eintritt, dass zwei Kandidaten die exakt gleiche Stimmenzahl erreichen, soll das bisherige Wahlmänner-System verwendet werden. Im Fall der Auflösung des Electoral College verliert der Pakt auch seine Gültigkeit.

### Liste der Bundesstaaten, die dem Pakt beigetreten sind
In den folgenden Bundesstaaten ist das Gesetz verabschiedet worden: Die angegebenen Wahlmännerstimmen entsprechen dem Stand nach der Volkszählung 2020.
| Nr. | Staat                | Stimmen im Wahlkollegium | Datum des Inkrafttretens | Kumulierte Wahlmänner- stimmen | in Prozent der 270 angestrebten Stimmen im Wahlkollegium |
| --- | -------------------- | ------------------------ | ------------------------ | ------------------------------ | -------------------------------------------------------- |
| 1   | Maryland             | 10                       | 10. April 2007           | 10/538                         | 3,7 %                                                    |
| 2   | New Jersey           | 14                       | 13. Januar 2008          | 24/538                         | 8,9 %                                                    |
| 3   | Illinois             | 19                       | 7. April 2008            | 43/538                         | 15,9 %                                                   |
| 4   | Hawaii               | 4                        | 1. Mai 2008              | 47/538                         | 17,4 %                                                   |
| 5   | Washington           | 12                       | 28. April 2009           | 59/538                         | 21,9 %                                                   |
| 6   | Massachusetts        | 11                       | 4. August 2010           | 70/538                         | 25,9 %                                                   |
| 7   | District of Columbia | 3                        | 7. Dezember 2010         | 73/538                         | 27,0 %                                                   |
| 8   | Vermont              | 3                        | 22. April 2011           | 76/538                         | 28,1 %                                                   |
| 9   | Kalifornien          | 54                       | 8. August 2011           | 130/538                        | 48,1 %                                                   |
| 10  | Rhode Island         | 4                        | 12. Juli 2013            | 134/538                        | 49,6 %                                                   |
| 11  | New York             | 28                       | 15. April 2014           | 162/538                        | 60,0 %                                                   |
| 12  | Connecticut          | 7                        | 24. Mai 2018             | 169/538                        | 62,6 %                                                   |
| 13  | Colorado             | 10                       | 15. März 2019            | 179/538                        | 66,3 %                                                   |
| 14  | Delaware             | 3                        | 28. März 2019            | 182/538                        | 67,4 %                                                   |
| 15  | New Mexico           | 5                        | 4. April 2019            | 187/538                        | 69,3 %                                                   |
| 16  | Oregon               | 8                        | 12. Juni 2019            | 195/538                        | 72,2 %                                                   |
| 17  | Minnesota            | 10                       | 24. Mai 2023             | 205/538                        | 75,9 %                                                   |
| 18  | Maine                | 4                        | 15. April 2024           | 209/538                        | 77,4 %                                                   |

### Stand der Gesetzesinitiative in den einzelnen Bundesstaaten
Die NPVIC-Gesetzesvorlage wurde in allen Bundesstaaten mindestens einmal eingebracht. In einigen Bundesstaaten wurde sie von einem der beiden Häuser angenommen, vom anderen jedoch abgelehnt, oder in einem Ausschuss „verschleppt“, so dass sie nicht zur Abstimmung kam und dann am Ende der Legislaturperiode ad acta gelegt wurde. Manchmal scheiterte sie auch am Veto eines Gouverneurs. Bei den meisten Bundesstaaten, in denen die Vorlage letztlich angenommen wurde, benötigte sie mehrere Anläufe.

### Perspektiven
Der Wahlforscher Nate Silver wies in einer Analyse im April 2014, nach dem Erfolg der Initiative in New York, darauf hin, dass die NPVIC-Initiative auch einige der sogenannten „roten Staaten“, d. h. Staaten, in denen traditionell die Republikaner erfolgreich sind, gewinnen müsse. Andernfalls werde die Initiative scheitern. Alle 11 bis dahin gewonnenen Staaten seien „blaue“, d. h. demokratisch dominierte Staaten und hätten bei der Präsidentschaftswahl 2012 zu den 14 stimmenstärksten Staaten für Barack Obama gehört. Demokratisch dominierte Staaten, wie Delaware, Connecticut, Maine, Oregon und New Mexico, konnten für die Initiative 2018–2019 gewonnen werden. Bei Michigan und Minnesota sei dies schon schwieriger, weil diese sich schon den swing states annäherten. Mit den Stimmen der vorgenannten Staaten sei aber insgesamt noch keine Mehrheit im Electoral College erreicht.
Die eigentlichen neun swing states im weiteren Sinne (Ohio, New Hampshire, Colorado (2019), Florida, Virginia, Nevada, Iowa, Wisconsin, Pennsylvania) hätten den Wahlausgang 2012 mit einer 98,6%igen Wahrscheinlichkeit entschieden und damit wenig Motivation, dem NPVIC beizutreten.
Alle 2 Jahre werden in den knappen Staaten und Wahlkreisen Milliarden Dollar für Wahlhelfer und Wahlkampagnen vor Ort ausgegeben. Dieses „Geschäft“ wollen sich diese Staaten nicht entgehen lassen. Das könnte umgekehrt die Motivation für andere Staaten sein, hier Wahlkampfspenden in eigene Arbeitsplätze umzusetzen.
Auch „rote“, republikanisch dominierte Staaten könnten ein Interesse am Beitritt zum NPVIC haben, da beispielsweise bei den Präsidentschaftswahlen 2008 und 2012 eher die Demokraten durch das geltende Wahlsystem bevorzugt worden seien.
Die Präsidentschaftswahl 2016 gewann allerdings der Republikaner Donald Trump, obwohl er fast 3 Millionen Stimmen weniger als die Demokratin Hillary Clinton erhielt. Im Senat und Repräsentantenhaus des Bundesstaats New York, im Senat von Oklahoma und im Repräsentantenhaus von Arizona stimmte jeweils auch die Mehrheit der republikanischen Abgeordneten für den Beitritt zum Pakt.
Am 15. März 2019 trat mit Colorado der erste „violette“ Staat (d. h. mit wechselnden Mehrheiten) dem Pakt bei, nachdem entsprechende Anträge bei vier vorangegangenen Anläufen in den Vorjahren gescheitert waren. Allerdings stimmten die Republikaner in beiden Kammern Colorados geschlossen gegen die Initiative.